# Bolton Wanderers F.C.
Bolton Wanderers er en engelsk fodboldklub fra Bolton, Lancashire, som spiller i League One. I 2005-2006 var de for første gang med i en europæisk turnering, men de blev slået ud af UEFA-cuppen i 1/16-delsfinalerne af franske Olympique Marseille.
Bolton flyttede til Toughsheet Community Stadium i 1997. Før det var holdets hjemmebane Burnden Park.
Gennem tiden har mange danske spillere spillet i Bolton, blandt andre Claus Jensen, Henrik Pedersen, Per Frandsen, Michael Johansen, Stig Tøfting samt "Bomber" Bo Hansen.
Blandt klubbens spillere findes den tidligere Brøndby-spiller Johan Elmander, der i sommeren 2008 blev klubbens dyreste indkøb nogensinde, da han blev hentet i Toulouse FC for £ 11 millioner (ca 100 millioner kroner). Nøglespillere i truppen inkluderer den tidligere finske landsholdsmålmand Jussi Jääskeläinen, forsvarskaptajn Gary Cahill og holdets anfører Kevin Davies.

## Aktuel trup
Oversigten er opdateret til og med 14. juni 2022
| Nr. | Land     | Position | Spiller                                  |
| --- | -------- | -------- | ---------------------------------------- |
| 2   | England  | FO       | Lewis Buxton                             |
| 3   | England  | FO       | Dean Moxey                               |
| 4   | Frankrig | FO       | Dorian Dervite                           |
| 5   | England  | FO       | Mark Beevers                             |
| 6   | England  | MI       | Josh Vela                                |
| 7   | England  | MI       | Chris Taylor                             |
| 8   | England  | MI       | Jay Spearing (Viceanfører)               |
| 9   | England  | AN       | Jamie Proctor                            |
| 10  | England  | AN       | Zach Clough                              |
| 11  | England  | AN       | Keshi Anderson (lånt fra Crystal Palace) |
| 13  | England  | MM       | Ben Alnwick                              |
| 14  | England  | AN       | Gary Madine                              |
| 15  | Spanien  | FO       | Derik                                    |
| 16  | England  | MI       | Mark Davies                              |

| Nr. | Land              | Position | Spiller                |
| --- | ----------------- | -------- | ---------------------- |
| 17  | England           | MI       | Liam Trotter           |
| 19  | England           | AN       | Bright Amoteng         |
| 20  | England           | MI       | Kieran Lee)            |
| 22  | Irland            | MI       | Kieran Sadier)         |
| 23  | Wales             | MI       | Lloyd Isgrove          |
| 24  | Republikken Congo | AN       | Elias Kachunga)        |
| 25  | England           | MI       | George Thomason        |
| 26  | England           | FO       | Liam Edwards)          |
| 27  | England           | FO       | Alex Baptiste          |
| 29  | Guyana            | FO       | Liam Gordon            |
| 37  | England           | MI       | Finlay Hurford-Lockett |
| 42  | England           | MI       | Kian Le Fondre         |
| 43  | England           | MM       | Matthew Alexander      |
| 46  | England           | MM       | Luke Hutchinson        |
| 49  | England           | MI       | Mitchell Henry         |